# Jaycee Okwunwanne
Jaycee John Akwani Okwunwanne (Lagos, 8 ottobre 1985) è un ex calciatore nigeriano naturalizzato bahreinita, di ruolo attaccante.

## Carriera
Ha giocato nel Campionato di calcio del Bahrein con l'Al Ahli Manama (2004-2006) e con l'Al Muharraq Club (2006-2008, con due campionati, una Bahraini King's Cup e due Bahraini Crown Prince Cup vinti), prima di sbarcare in Europa, nel campionato belga con il Royal Excelsior Mouscron. Nel dicembre 2009 si è svincolato dalla squadra belga in seguito al fallimento ed al ritiro dal campionato della stessa; ha poi firmato un contratto con la squadra turca dell'Eskişehirspor.

## Palmarès

### Club

#### Competizioni nazionali
- Campionato bahreinita: 1

Al-Muharraq: 2007-2008

#### Competizioni internazionali
- Coppa dell'AFC: 1

Al-Muharraq: 2008